# Colubrina
La colubrina (dal provenzale colobrina, dal latino coluber (= serpente) è un piccolo tipo di artiglieria terrestre leggera.
Si distinguevano per la canna, che era incastrata su una assicella e per l'uso simile ad una balestra. Utilizzava proiettili grandi quanto una noce.

## Storia
Si hanno notizie di quest'arma sin dal 1447. Al tempo di Carlo VIII di Francia le colubrine erano artiglierie più lunghe dei cannoni, ma con canna sottile, perciò di minor calibro.
Dal XVI secolo le grosse colubrine venivano fuse in un sol pezzo di bronzo ed erano in grado di esplodere colpi in rapida successione. Molto maneggevoli, si caricavano facilmente, avevano palle di ferro ed erano di lunga portata con carica relativamente piccola.
Dal XVII secolo le colubrine aumentarono di dimensioni e in questo periodo la loro grandezza diventò stabile. A seconda della loro forma, dell'uso e della loro grandezza, furono classificate in: quarta colubrina, mezza colubrina o doppia, incamerata, bastarda, da mascollo, ecc. Poiché gli affusti erano in qualche modo intercambiabili, esse, secondo le circostanze, furono adoperate sia in terra, sia in mare.